# Шафійський мазгаб
Шафійський мазгаб, Шафіїти (араб. شافعي) — одна з чотирьох правових шкіл (мазгаб) у сучасному ортодоксальному сунітському ісламі, названа за іменем засновника Магомета ібн Ідріса аш-Шафії (767—820). Шафійський мазгаб еклектичний, бо сформувався під сильним впливом ганафійського та малікійського мазгабів та увібрав їх особливості.

## Особливості Шафійського мазгабу
Основні принципи:
- Коран і сунна розглядаються як єдине джерело, сунна лише доповнює Коран, а не дає матеріал для порівняння і виведення середнього рішення. При цьому хадиси, передані мединцями, приймаються беззастережно
- Іджма (єдність думок минулих і сучасних муджтахідів (богословів) з приводу якоїсь проблеми) розглядається як доповнення до Корану і суни, та приймаються до уваги лише рішення муджтахідів-мединців
- Кияс (судження за аналогією) широко використовується лише для вибору потрібного матеріалу із попередніх джерел. Якщо хадиси чи іджма мединців містить матеріал достатній для прямої аналогії, подальша інтерпретація припиняється
- Істихсан (перевага) відкидається повністю. Та з малікійського мазгабу запозичений принцип виведення рішення виходячи з суспільної користі (істислах), що дозволяє ухвалювати рішення як на основі вільного судження, так і на основі звичаєвих норм, які самі по собі не визнаються джерелом права

Таким чином, порівняно з ганафійським мазгабом шафаїзм дозволяв ухилятися від складного логічного аналізу, приймаючи судження за прямою аналогією. У порівнянні з малікійським мазгабом — шафаїзм не потребував дуже докладного знання правового комплексу мединської общини на рівні з текстами Корану і суни, що для більшості факіхів було просто неможливо

## Поширення Шафійського мазгабу

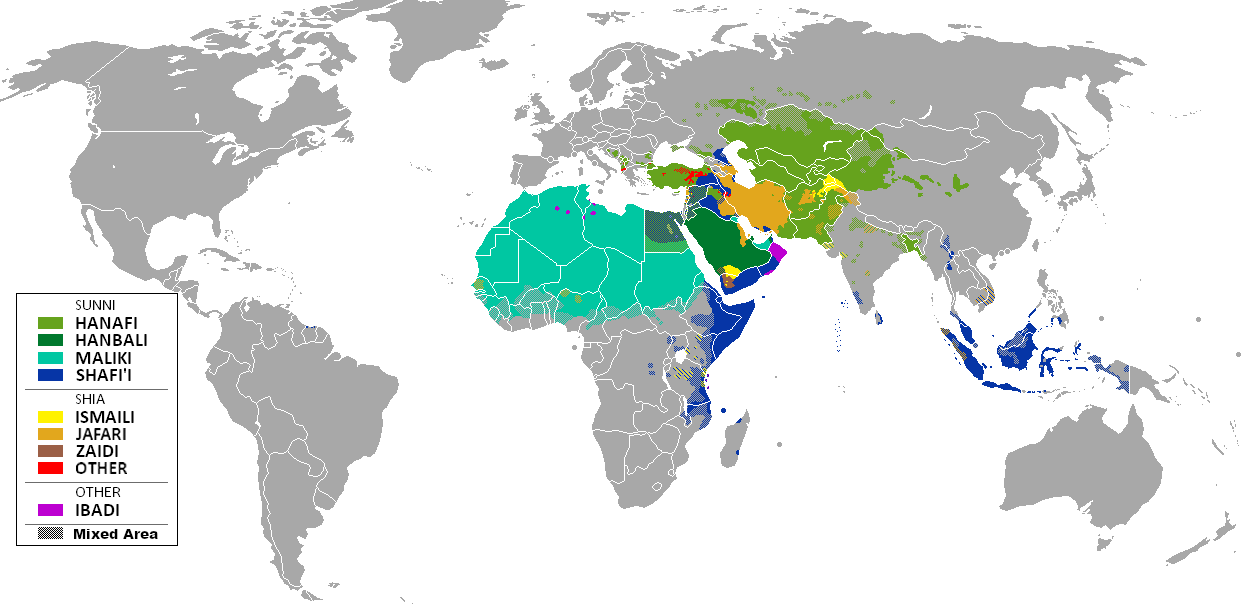
Поширення мазгабів у сучасному світі

Завдяки своїй спрощеності шафаійський мазгаб досить швидко потіснив ганафійський та малікійський у Сирії й Іраку, посів міцні позиції у Єгипті. Сьогодні він є домінуючим у Сирії, Лівані, Палестині та Йорданії, має численних послідовників у Іраку, Пакистані, Індії, Малайзії та Індонезії. Шафаїти становлять більшість сунітів в Ірані та Ємені